# Madeline Amy Sweeney
Madeline Amy Sweeney, ameriška stevardesa * 14. december 1965 Valley Stream, New York, ZDA † 11. september 2001, Let 11 American Airlines, Severni stolp World Trade Centra, New York, ZDA. 
Bila je stevardesa na letalu Let 11 American Airlines, ki so ga 11. septembra 2001 ugrabili teroristi v okviru terorističnih napadov.

## Let 11
11. septembra 2001 je družba American Airlines prosila Sweeney, ki je bila stevardesa že 12 let, da naredi dodatno izmeno na letalu American 11, ker je bil drugi član posadke odsoten zaradi bolezni. Običajno bi ob koncu tedna delala le s krajšim delovnim časom. 
Ob 7:15, ko je Sweeney prispela na letalo, je poklicala po telefonu svojega moža Mika in mu povedala, da se počuti slabo zaradi svojega dela in ker svoje petletne hčerke Ane ni mogla odpeljati v vrtec. Njen mož Mike jo je potolažil, da bo imela pred seboj še veliko dni časa, da otroke odpelje v šolo. 
Letalo je iz letališča vzletelo ob 7:59, ugrabljeno pa je bilo ob 8:14, medtem ko je Sweeney delila zajtrk potnikom v zadnjem delu letala, tja so jih namreč potisnili ugrabitelji. Po ugrabitvi letala je bila Sweeney ena od prvih stevardes, ki je po telefonu poklicala družbo American Airlines in povedala, da je bil let ugrabljen. Pri tem je upravniku Michaelu Woodwardu poslala poročilo o številkah sedežev ugrabiteljev, ki so kasneje preiskovalcem pomagali ugotoviti njihovo identiteto. Sweeney je povedala tudi, da ji je eden od ugrabiteljev pokazal napravo z rdečimi in rumenimi žicami, ki je bila videti kot bomba.
Ob 8:46 je Sweeney govorila po telefonu z Woodwardom, ko je letalo letelo nad New Yorkom: »Vidim morje. Vidim stavbe. Vidim stavbe! Nizko letimo. Letimo zelo zelo nizko. Prenizko. O moj bog, prenizko letimo, o moj bog!« Nato je letalo trčilo v Severni stolp World Trade Centra. Sweeney je v trku umrla skupaj z ostalimi 92 ljudmi na krovu. 

## Zapuščina
11. februarja 2002 so se na Sweeney spomnili z vrsto novih letnih nagrad za hrabrost, ki jo podeli vlada Massachusettsa. Letna nagrada Madeline Amy Sweeney za civilni pogum se vsako leto 11. septembra podeli vsaj enemu prebivalcu Massachusettsa, ki je pokazal izjemen pogum pri obrambi ali reševanju življenj drugih. Prvi prejemniki so bili Sweeney, kapitan leta John Ogonowski in Sweeneyjina sodelavka, stevardesa Betty Ong, ki je osebju na terenu tudi posredovala informacije o ugrabitvi. Vsi so bili prebivalci Massachusettsa. Nagrade so v njihovem imenu sprejeli svojci vseh treh. 
Njeno ime je napisano na nacionalnem spomeniku 11. septembra na plošči N-74 na severnem bazenu.